# Klasse van bronbeekgemeenschappen
De klasse van bronbeekgemeenschappen (Montio-Cardaminetea) is een klasse van syntaxa die laagblijvende permanente pioniervegetatie omvat die gebonden is aan bronnen en bronbeken. Meestal komen deze gemeenschappen voor in kleine oppervlakten in bronmilieus. 

## Naamgeving en codering
| Aconito-Cardaminetea Hadač 1956 |

- Syntaxoncode voor Nederland (rVvN): r07

De wetenschappelijke naam Montio-Cardaminetea is afgeleid van de botanische namen van groot bronkruid (Montia fontana) en bittere veldkers (Cardamine amara).

## Fysiognomie
De vegetatiestructuur van de syntaxa uit de klasse van bronbeekgemeenschappen wordt gevormd door laagblijvende, kussen- en tapijtvormende kruidachtige planten en/of mossen. Veelal beslaat dit vegetatietype relatief kleine oppervlakten die lintvormig langs bronbeken of punt- of kringvorming aan de randen van bronnen voorkomen. De gemeenschappen zijn veelal van nature soortenarm. Door vicinisme treden er relatief veel toevallige soorten op in deze gemeenschappen.

## Onderliggende syntaxa in Nederland en Vlaanderen
De klasse van bronbeekgemeenschappen wordt in Nederland en Vlaanderen vertegenwoordigd door maar één orde met twee verbonden. In totaal wordt de klasse alhier vertegenwoordigd door vier associaties.
- - orde van bron- en bronbeekgemeenschappen (Montio-Cardaminetalia)
    - verbond van veldkers en bronkruid (Cardamino-Montion)
      - bronkruid-associatie (Philonotido-Montietum)
      - associatie van paarbladig goudveil (Pellio-Chrysosplenietum oppositifolii)
      - kegelmos-associatie (Pellio-Conocephaletum)

    - verbond van geveerd diknerfmos (Cratoneurion)
      - associatie van geveerd diknerfmos (Pellio-Cratoneuretum)

## Vegetatiezonering
In de vegetatiezonering kunnen de syntaxa uit de klasse van bronbeekgemeenschappen contactgemeenschappen vormen met verscheidene syntaxa uit andere klassen. Op open, niet tot nauwelijks beschaduwde standplaatsen betreft het doorgaans contactgemeenschappen uit de vlotgras-orde, fonteinkruiden-klasse, dwergbiezen-klasse en/of tandzaad-klasse. Op beschaduwde plaatsen staan de bronbeekgemeeschappen veelal in contact met bosvegetatie uit het verbond van els en gewone vogelkers en soms ook met bos van de klasse van eiken- en beukenbossen op voedselarme grond of de klasse van elzenbroekbossen.

## Fauna
Vegetatie van de klasse van bronbeekgemeenschappen spelen een belangrijke rol in het habitat van dieren die min of meer gebonden zijn aan bronmilieus zoals bosbeekjuffer en vuursalamander.

## Fotogalerij

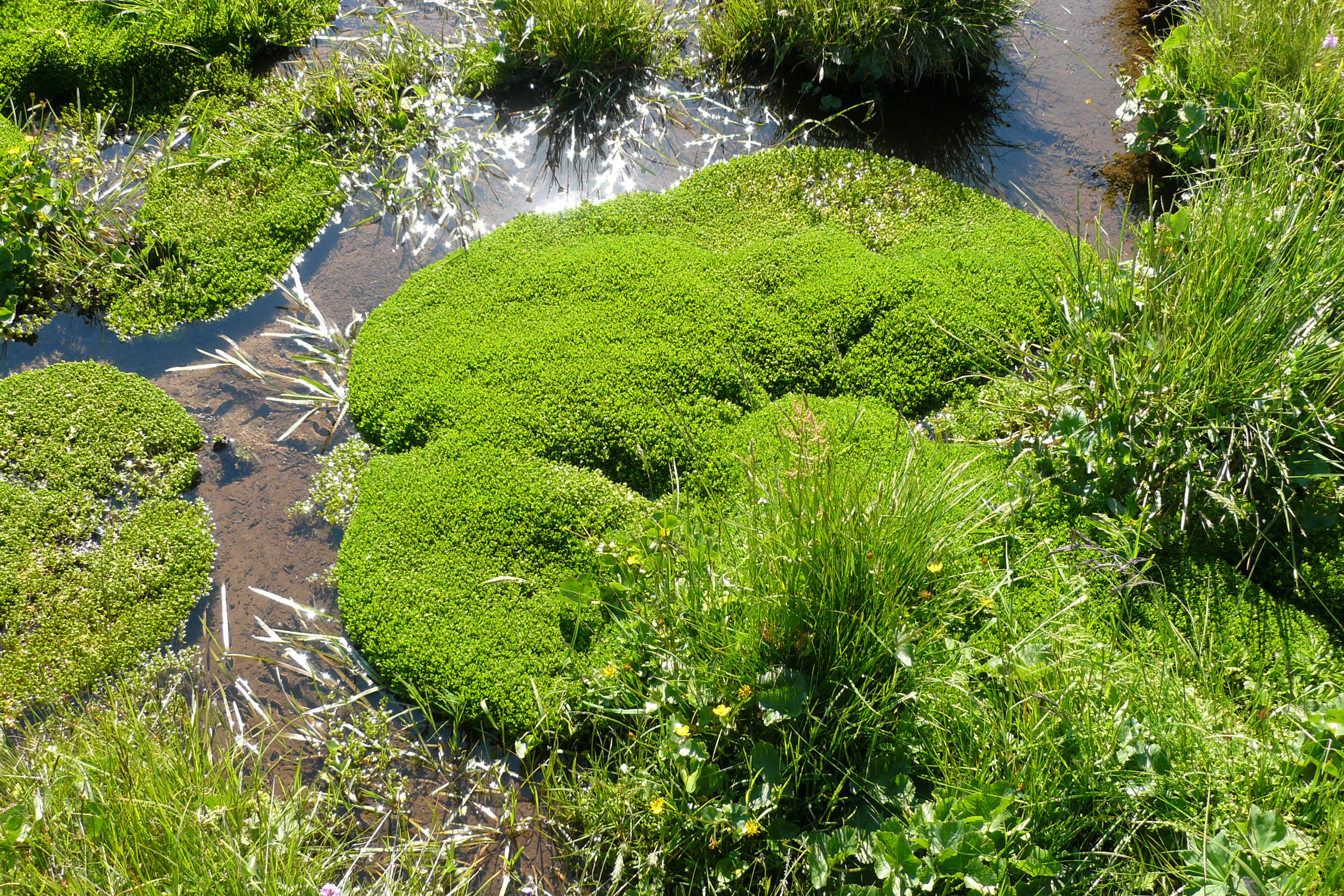
Bronkruid-associatie
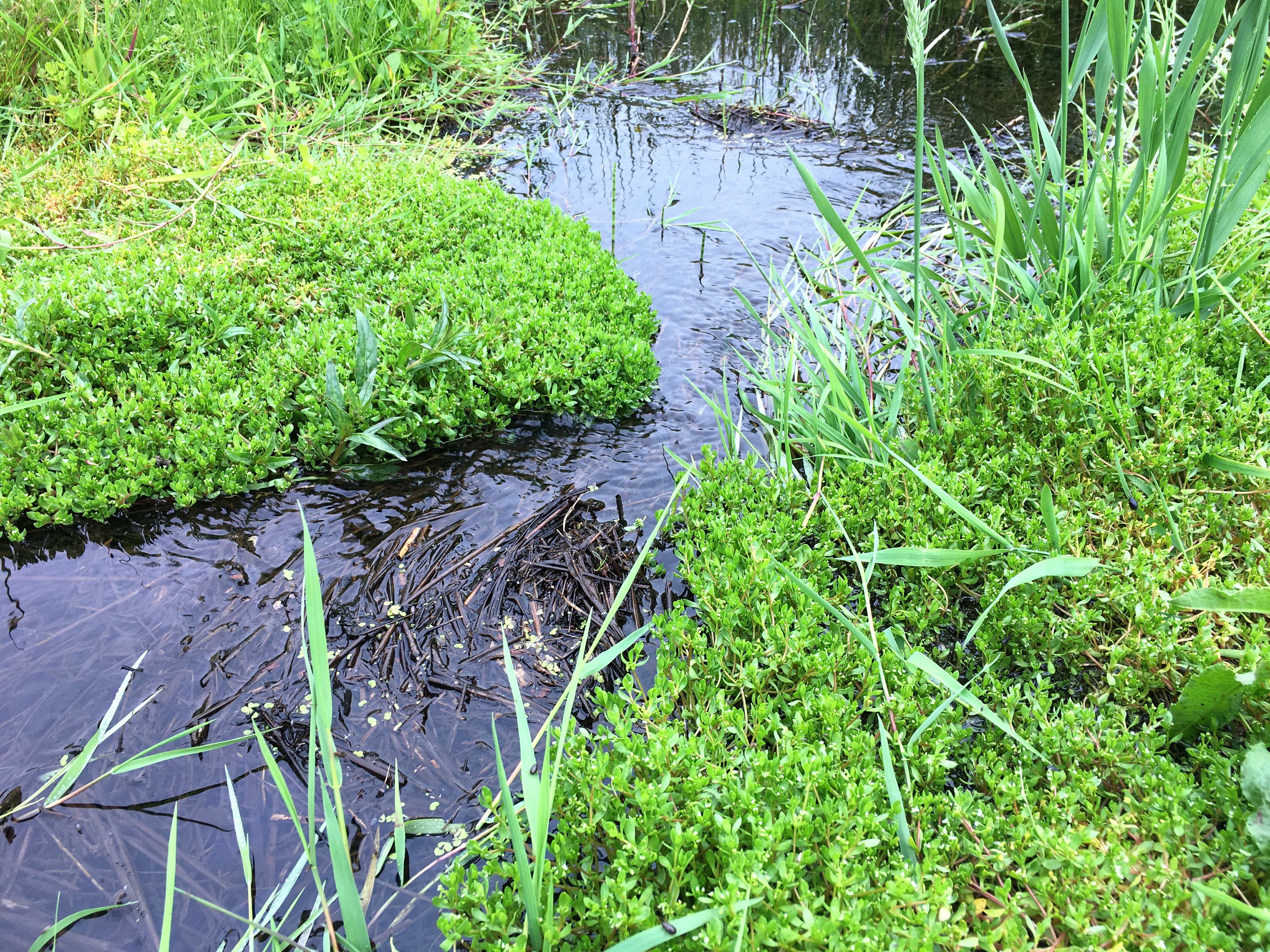
Een close-up van de bronkruid-associatie
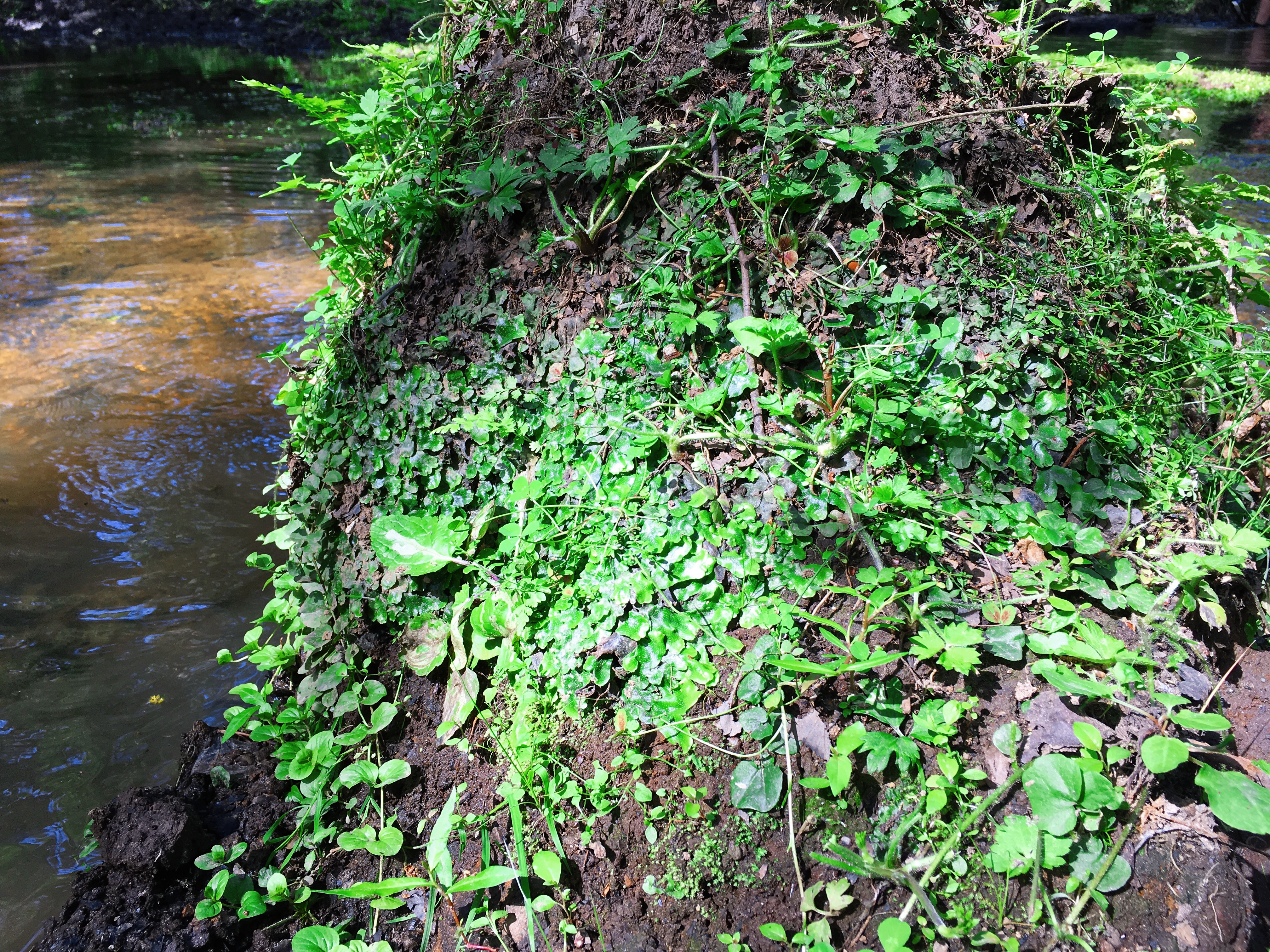
Kegelmos-associatie